# ROAD TO BUDOKAN 2012 〜Bad Flower〜
ROAD TO BUDOKAN 2012 〜Bad Flower〜（ロード トゥ ぶどうかん2012 バッド フラワー）は、東京女子流の11枚目のシングル。2012年10月17日にavex traxから発売された。

## 概要
「Bad Flower」は2012年8月18日に行われた東京女子流の定期ライブ・LIVE*040『Season3の幕開け』で初披露された楽曲。
「LolitA☆Strawberry in summer」は女性ヴォーカルダンスユニットSweetSが2003年8月27日にavex traxより発売した同名の楽曲のカバー曲である。
「ディスコード」はテレビ愛知・テレビ東京系アニメ『超ロボット生命体 トランスフォーマー プライム』日本語版第3期エンディングテーマとして使用。
Type-A、Type-B（いずれもCDとDVDのセット）、Type-C（CD-EXTRA仕様）の3形態。
なお、「LolitA☆Strawberry in summer」はCDの発売に先行して2012年8月1日からレコチョク、iTunes、Amazon.co.jpで配信されている。
2012年10月17日付のオリコンデイリーランキングで4位、10月29日付のウィークリーランキングで「Limited addiction/We Will Win! -ココロのバトンでポ・ポンのポ〜ン☆-」の11位を上回る自己ベストの初登場4位を記録し、シングル11枚目で初のベスト10入りを果たした。

## 収録曲

### Type-A
CD
1. Bad Flower（=TGS24）
作詞：黒須チヒロ、作曲：林田健司、編曲：松井寛
2. LolitA☆Strawberry in summer（=TGS23）
作詞・作曲：BOUNCEBACK、編曲：松井寛
3. ディスコード（=TGS26）
作詞：鈴木静那、作曲：大西克巳、編曲：松井寛
4. Bad Flower（Instrumental）
5. LolitA☆Strawberry in summer（Instrumental）
6. ディスコード（Instrumental）

DVD
1. Bad Flower（Music Video）
ミュージック・ビデオ監督：多田卓也[5]
2. LolitA☆Strawberry in summer（Music Video）
ミュージック・ビデオ監督：murakumo×まさたかP、キャラクターデザイン：ちゃもーい[6]
3. Making Movie

### Type-B
CD
1. Bad Flower
2. LolitA☆Strawberry in summer
3. Bad Flower（Instrumental）
4. LolitA☆Strawberry in summer（Instrumental）

DVD
- おでかけムービー（伊豆熱海編）

### Type-C
CD
1. Bad Flower
2. ディスコード
3. Bad Flower - Royal Mirrorball Mix -
4. Bad Flower（Instrumental）
5. ディスコード（Instrumental）

CD-EXTRA
- CONCERT*03『Rock you!』でのライブ映像（眩暈 -TGS ver.-/追憶 -Single Version-/LolitA☆Strawberry in summer）